# Loch Lomond (Canción)

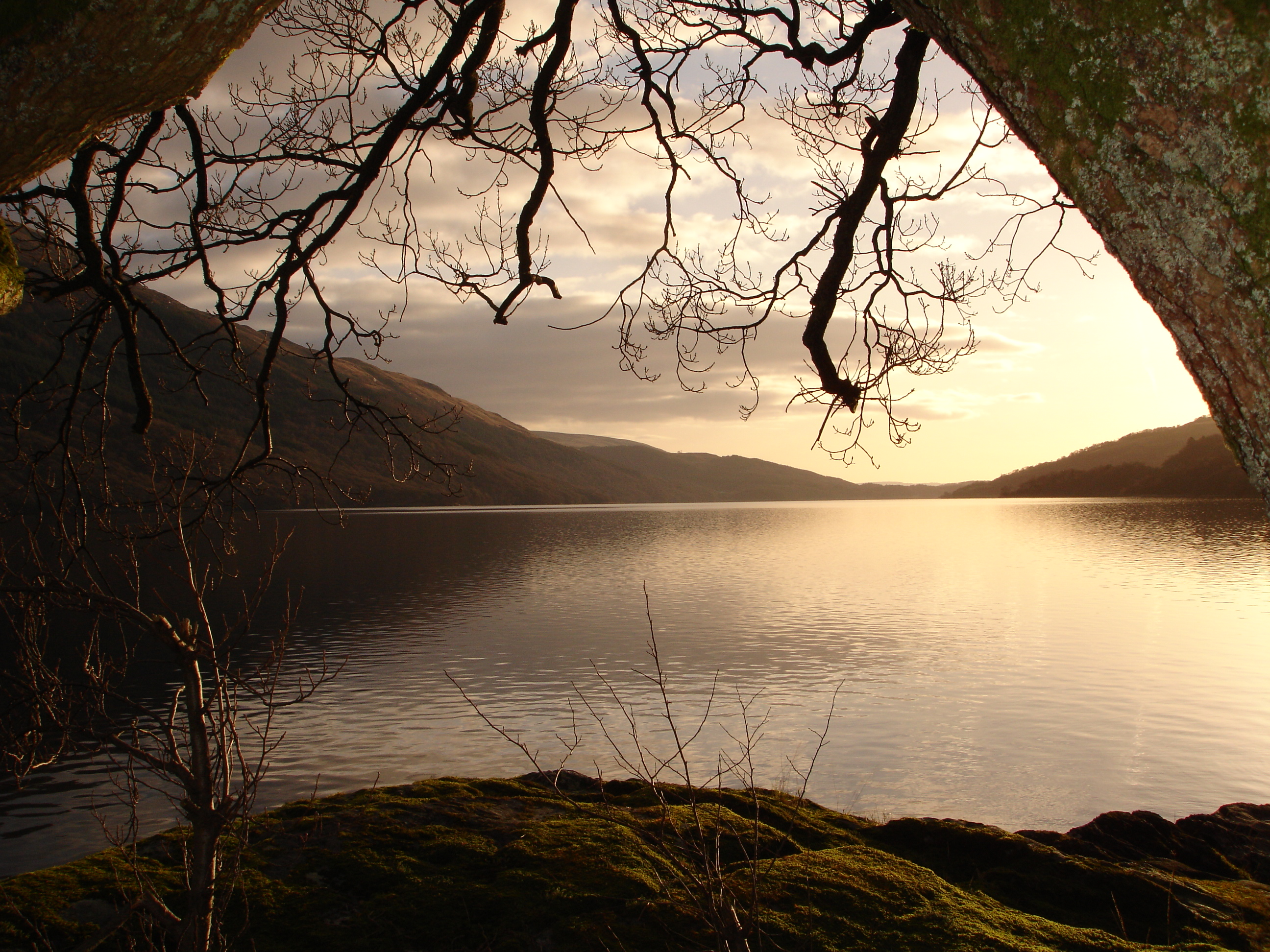
View of the Loch Lomond area, December 2005

The Bonnie Banks of Loch Lomond es una canción tradicional escocesa.
La melodía se grabó por primera vez hacia 1841 en una sola impresión, aunque inicialmente con el título diferente "Bonnie Loch Loman". La portada de la impresión hace referencia a la colección "Vocal Melodies of Scotland" (Melodías vocales de Escocia) publicada por Finlay Dun y John Thomson, pero no figura entre los cuatro volúmenes publicados.
La canción destaca Loch Lomond, el mayor lago escocés, situado entre los concejos de West Dunbartonshire, Stirling y Argyll and Bute. En escocés, "bonnie" significa "atractiva", "amada" o "querida".

## Origen
Existen numerosas leyendas sobre el origen del texto. Entre otras cosas, se dice que dos hombres del séquito de Bonnie Prince Charlie, Carlos Eduardo Estuardo, fueron capturados en 1745 tras el fracaso del segundo levantamiento jacobita. Uno fue liberado, el otro condenado a muerte: El hombre liberado vuelve a casa por el Camino Alto (el camino sobre las montañas), mientras que el ejecutado sólo puede llegar a su tierra por el Camino Bajo, el camino de los muertos a través del inframundo.

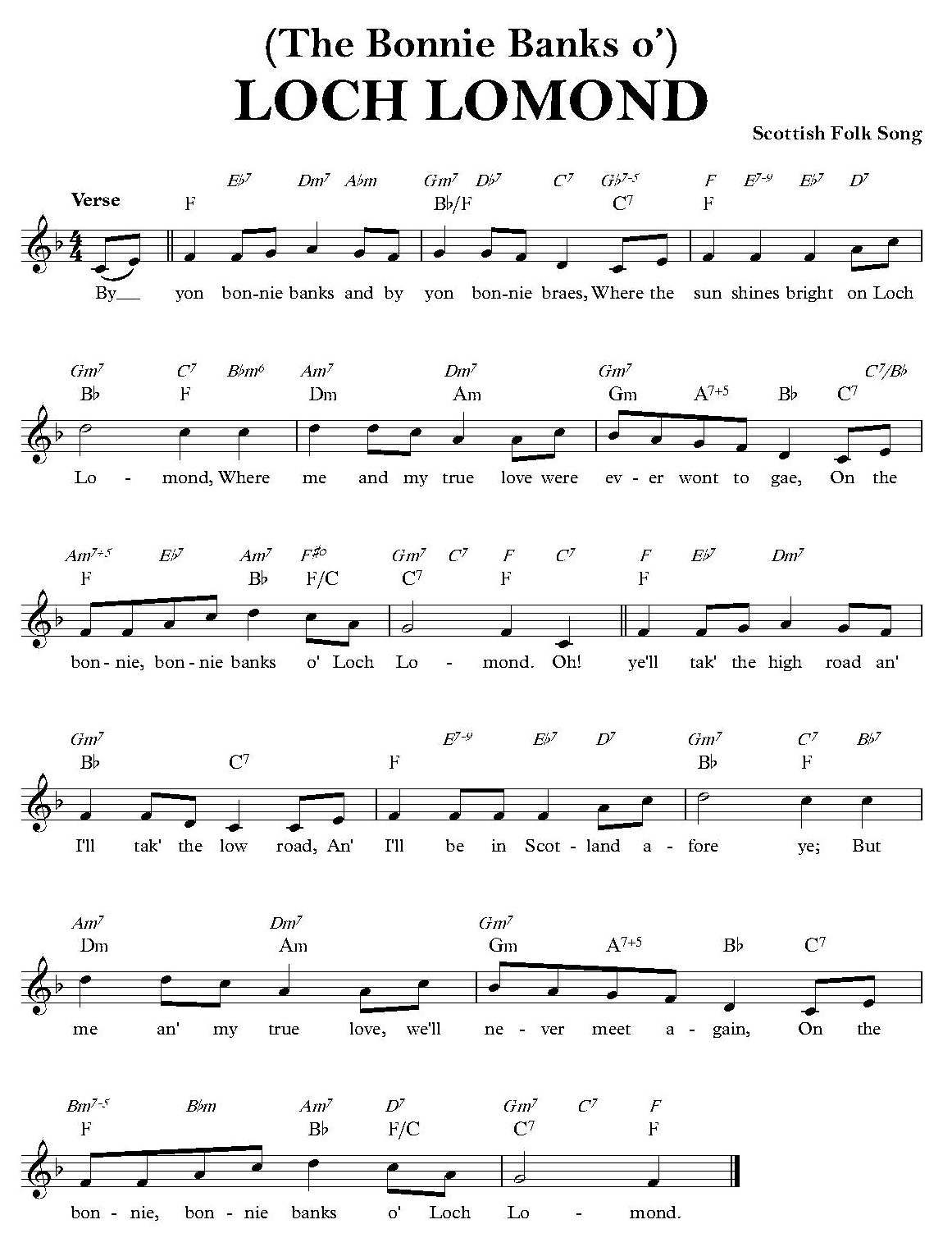
Loch Lomond (Canción popular escocesa)

El historiador Murray G. H. Pittock escribió, por otro lado, que la canción "es una adaptación jacobita de una canción erótica del siglo XVIII, con el amante muriendo por su rey, y tomando sólo el 'camino bajo' de la muerte de vuelta a Escocia".
Loch Lomond es interpretada una y otra vez por numerosos grupos folk y otros artistas. Runrig tocaba a menudo esta canción al final de sus conciertos, al igual que el Quadriga Consort.
Martha Tilton la cantó en el famoso concierto del Carnegie Hall de 1938 de Benny Goodman y su orquesta. Martha Tilton también cantó la parte vocal en la grabación de estudio editada en aquel momento, ya que la pieza ya había sido editada por Benny Goodman en disco de goma laca en EE. UU. en 1937. Apareció en Victor 25717.
Dos estrofas de la canción y el estribillo son ahora el himno favorito de los seguidores de la selección escocesa de rugby y también del Tartan Army, seguidores de la selección nacional de fútbol, y como tales son habituales en los partidos en casa de los respectivos equipos en el estadio Murrayfield de Edimburgo y Hampden Park de Glasgow, entre otros. En 2007 se grabó una nueva versión para Children in Need de la BBC, en la que participaron el grupo escocés de folk-rock Runrig y el Tartan Army, y que alcanzó el número nueve en las listas de singles del Reino Unido y el número uno en Escocia.

## Letras (en inglés)
By yon bonnie banks and by yon bonnie braes,
Where the sun shines bright on Loch Lomond,
Where me and my true love were ever wont to gae,
On the bonnie, bonnie banks o' Loch Lomond.
Coro:
O ye'll tak' the high road, and I'll tak' the low road,
And I'll be in Scotland afore ye,
But me and my true love will never meet again,
On the bonnie, bonnie banks o' Loch Lomond.
'Twas there that we parted, in yon shady glen,
On the steep, steep side o' Ben Lomond,
Where in soft purple hue, the highland hills we view,
And the moon coming out in the gloaming.
Coro
The wee birdies sing and the wildflowers spring,
And in sunshine the waters are sleeping.
But the broken heart it kens nae second spring again,
Though the waeful may cease frae their grieving.
Coro